# Вольне (Астраханська область)
Вольне (рос. Вольное) — село у Харабалінському районі Астраханської області Російської Федерації.
Населення становить 2035 осіб (2010). Входить до складу муніципального утворення Воленська сільрада.

## Історія
Населений пункт розташований на території українського етнічного та культурного краю Жовтий Клин. Від 1925 року належить до Харабалінського району.
Згідно із законом від 6 серпня 2004 року органом місцевого самоврядування є Воленська сільрада.

## Населення
| 2002 | 2010  |
| ---- | ----- |
| 2051 | ↘2035 |